# نادي الرفاع
نادي الرفاع الرياضي هو ناد بحريني محترف لكرة القدم مقره الرفاع، ينافس في الدوري البحريني الممتاز ودوري كرة القدم البحريني. تأسس النادي عام 1953 على يد رئيس الوزراء البحريني الأمير خليفة بن سلمان آل خليفة.

## تاريخ
انضم إلى عضوية الاتحاد البحريني لكرة القدم في عام 1957م ويضم نخبة من اللاعبين الذين شاركوا في منتخب البحرين لكرة القدم ، وقد شارك النادي في جميع الدرجات خلال فرق الأول والشباب والناشئين و الأشبال ، وهو أول نادي بحريني يشارك في أبطال الأندية العربية وحصل على المركز الثالث، وحصل على بطل الدوري للدرجة الأولى عام 1972م وصعد إلى الدرجة الممتازة، وبهذا الصعود يعد أول الفرق البحرينية من الدرجة الأولى يحقق هذا الإنجاز .
وفي عام 1972م حصل على بطولة كأس الاتحاد، وكأس حضرة صاحب السمو الأمير لكل موسم حيث حصل على المركز الثاني في أربع مسابقات لكأس الأمير 1985م، 1988م وتوج كذلك بطلاً للدوري تسع مرات الأعوام 1982م، 1986م، 1989م، 1993م، 1996م، 1998م، 2000م، 2003م ، 2004م وشارك في العديد من بطولات مجلس التعاون لكرة القدم وهو أول فريق بحريني يشارك في البطولة وحصل على المركز الثاني في البطولة الأولى .
ومن أشهر الفرق العالمية التي لعب معها نادي الرفاع هونادي فلامنغو البرازيلي في عام 1986م وقد شارك في هذه المباراة اللاعبين ( سقراط وزيكو ) وذلك في اعتزال نجم الرفاع والمنتخب جوهر الماس بخيت، ويعد نادي الرفاع الغربي أول من استعان بلاعبين أجانب مثل اللاعبين برونو ونلسون البرازيليين وجو وأندريه الهولنديين .
أما بالنسبة للمعسكرات الخارجية فإن النادي يعد أول الأندية البحرينية التي عسكرت في أوروبا ( هولندا ، إيطاليا ، النمسا ) كذلك هو النادي الأول والوحيد الذي عسكر في البرازيل وفاز بدوري العام 2003م وببطولة كأس ولي العهد اربع مرات متتاليات الأعوام (2001م ، 2002م) - (2002م ، 2003م) - (2003م ، 2004م) - (2004م ، 2005م).

## التشكيلة الحالية
حسب موسم 2016-17:

ملاحظة: تشير الأعلام إلى المنتخب الوطني على النحو المحدد في قواعد الأهلية للفيفا. قد يحمل اللاعبون أكثر من جنسية واحدة غير تابعة للفيفا.
| الرقم | البلد     | المركز | اللاعب        |
| ----- | --------- | ------ | ------------- |
|       | البحرين   | حارس   | حسن عبدو      |
|       | البحرين   | حارس   | حمد الدوسري   |
|       | البحرين   | حارس   | مالك فرحان    |
|       | البحرين   | حارس   | محبوب يحيى    |
|       | البحرين   | حارس   | محمود منصور   |
|       | البحرين   | مدافع  | أحمد محمد علي |
|       | البحرين   | مدافع  | إسماعيل صالح  |
|       | البحرين   | مدافع  | أمان موسى     |
|       | البحرين   | مدافع  | داود سعد      |
|       | البحرين   | مدافع  | صالح سبت      |
|       | البحرين   | مدافع  | عادل عباس     |
|       | البحرين   | مدافع  | عبد الله حسن  |
|       | البحرين   | مدافع  | عبد الله شلال |
|       | قرغيزستان | مدافع  | عظمت بايماتوف |
|       | البرازيل  | مدافع  | ليو باهيا     |
|       | البحرين   | مدافع  | محمد النجدي   |
|       | البحرين   | مدافع  | محمد حسين     |
|       | البحرين   | مدافع  | محمد دعيج     |
|       | البحرين   | مدافع  | مناف سالم     |

| الرقم | البلد    | المركز | اللاعب        |
| ----- | -------- | ------ | ------------- |
|       | البحرين  | وسط    | أحمد السكي    |
|       | البحرين  | وسط    | إسماعيل محمد  |
|       | البحرين  | وسط    | حسان جميل     |
|       | البحرين  | وسط    | حسين سلمان    |
|       | البحرين  | وسط    | خالد سمير     |
|       | البحرين  | وسط    | سيد أحمد جعفر |
|       | البحرين  | وسط    | سيد ضياء سعيد |
|       | البحرين  | وسط    | صالح فرحان    |
|       | البحرين  | وسط    | صالح فريد     |
|       | البحرين  | وسط    | عادل النعيمي  |
|       | البحرين  | وسط    | عيسى غالب     |
|       | البحرين  | وسط    | كميل الأسود   |
|       | البحرين  | وسط    | محمد مطر      |
|       | البرازيل | مهاجم  | أسويريو       |
|       | البحرين  | مهاجم  | جعفر آل طوق   |
|       | البحرين  | مهاجم  | سعد العامر    |
|       | البرازيل | مهاجم  | سلوام         |
|       | البحرين  | مهاجم  | عمر دعيج      |
|       | البحرين  | مهاجم  | محمد سعد      |
|       | البحرين  | مهاجم  | محمد مرهون    |

## الإنجازات
- الدوري الممتاز: 14 مرة
  - 1982 ,1987 ,1990 ,1993 ,1997 ,1998 ,2000 ,2003 ,2005 ,2012 ,2014 ,2019 ,2021 ,2022.
- كأس الملك: 7 مرات
  - 1973 ,1985 ,1986 ,1998 ,2010 ,2019 ,2021.
- كأس الاتحاد البحريني: 5 مرات
  - 1972 ,2000 ,2001 ,2004 ,2014.
- كأس سمو ولي العهد: 4 مرات
  - 2002 ,2003 ,2004 ,2005.
- كأس السوبر البحريني: 2 مرات
  - 2019 ,2021.